# Энрикес де Гусман, Луис
Луи́с Энри́кес де Гусма́н, 9-й граф Альба-де-Листе, маркиз де Вильяфлор (исп. Luis Enríquez de Guzmán, noveno conde de Alba de Liste y marqués de Villaflor; 1610—1680) — испанский аристократ, чиновник. Находился на посту вице-короля Новой Испании с 1650 по 1653, а также вице-короля Перу с 1655 по 1661.

## Служба в Испании
Луис Энрикес родился в аристократической семье Энрикесов, потомок 1-го графа Альба де Листе. Наследовал титул дальнего родственника, став 9-м графом Альба де Листе. Занимал различные должности в государственных структурах Испании, был лейтенантом полиции в Саморе и мэром Сакаса. За отличную службу был произведён в командоры ордена Калатравы.

## В Новой Испании
28 мая 1648 года Энрикес де Гусман был назначен на пост вице-короля Новой Испании. 27 июня он прибыл в Чапультепек, на следующий день в аудиенции Мехико он официально вошёл в должность, но фактическое его правление началось только 3 июля того же года.
Главной задачей Энрикеса на посту вице-короля стало упорядочение и реформа казначейства и финансовых дел в колонии. Он образовал два надзирающих органа по контролю над сбором налогов и податей. Эти его действия привели к значительному увеличению доходов в колонии, большинство которых посылалось в Испанию для облегчения тяжёлого финансового положения короля Филиппа IV.
В его правление индейцы Тараумара подняли восстание в горах Чиуауа. Индейцы убили несколько монахов францисканцев, одного иезуита и несколько испанских солдат. Также они разграбили и уничтожили несколько испанских поселений. Вице-король приказал губернатору провинции Дуранго основать небольшой городок, послать туда войска и использовать его как оплот против борьбы с восстанием. Однако мятежные индейцы уничтожили форт и продолжили разграбление испанских поселений. Восстание продолжалось несколько лет, в конце концов, испанцам удалось поймать лидера повстанцев Тепорака. Его казнили, повесив на дереве, он умер, «извергая проклятия в адрес испанцев и трусов среди своих сторонников, которые предали и сдали его испанцам». После смерти лидера восстание было вскоре подавлено.
В 1651 и 1652 годах на Юкатане произошёл сильный голод, поскольку индейцы решили сокрыть посевные семена от испанцев, но это ни к чему не привело, и индейцы сами сильно пострадали от голода.

## В Перу
В качестве награды за то количество средств, которые посылались в Испанию, Энрикес де Гусман 22 февраля 1653 года был назначен на более престижную и влиятельную должность вице-короля Перу, что, несомненно, стало вершиной его карьеры. Окончив дела в Новой Испании к августу того же года, он отбыл в Перу. В новую должность он вступил только 24 февраля 1655 года.
В 1657 году он основал Навигационную академию в колонии и больницу Эспириту-Санто в Лиме.
С разрешения короля им был ненадолго открыт монетный двор в Лиме, основанный в 1565 году и вскоре закрытый. Это решение было принято из-за нехватки разменной монеты в денежном обращении самой колонии. В результате с 11 декабря 1658 по апрель 1660 года были отчеканены монеты номиналом в 1/2, 1, 2, 4 и 8 реалов и в 8 эскудо. Эти монеты известны как исп. Estrellas de Lima (Звёзды Лимы), дошедшие до нашего времени экземпляры очень редки и имеют высокую коллекционную стоимость.
В 1661 году он был освобождён от должности, а в Испанию отбыл 16 мая 1662 года.